# Stradograf
En stradograf et særligt målekøretøj beregnet til at måle vejbanens friktion (tribometer).
For at sikre en forsvarlig opbremsning på vejen kræves en tilstrækkelig friktion mellem vejbelægning og køretøjets dæk.
Denne friktion skabes ved at bygge vejbelægningerne med en ru overflade. Trafikkens slid på vejoverfladen kan resultere i, at belægningens friktion med tiden forringes.
I Danmark er vejbanernes friktion målt siden midten af 1950'erne og frem til 1999 med stradografer.
Vejdirektoratet har i denne periode rådet over i alt 3 stradografer.
Måleprincippet bygger på to fritløbende målehjul, som er placeret i hver sin side af stradografen. For at opnå en friktion imellem målehjulene og vejbanen er hvert målehjul vinklet 12 grader ind imod stradografens længdeakse, hvilket giver et slip på 20 %. Hastighedsforskellen mellem målehjul og vejbane bliver således 12 km/t ved en målehastighed på 60 km/t. Friktionskoefficienten beregnes ud fra de kræfter, der virker på målehjulet.
For at muliggøre måling af friktionen på våde vejbaner medbringer stradografen vand, der kan spredes på vejbanen foran målehjulene.
Operatøren foretager ved målingen en registrering af forskellige karakteristika på vejoverfladen såsom snavs, lapper, vejarbejde, kryds, rundkørsler etc.